# Телефонные платы расширения

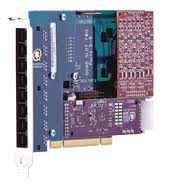

Телефонные платы расширения предназначены для установки в системах компьютерной телефонии (например, в офисных IP-PBX) с целью расширения функциональности и наращивания мощности телефонных систем. Зачастую работают с ПО с открытым кодом — таком, как Asterisk. Большинство решений имеют разъемы PCI или PCI-Express.

## Разновидности
Платы расширения делятся на несколько основных категорий:
- Аналоговые, оснащенные интерфейсами FXS и FXO
- Цифровые, работающие с PRI и BRI
- Гибридные, сочетающие в себе оба типа интерфейсов
- VoIP
- Сигнальные, работающие с ОКС-7

Кроме того, к телефонным платам расширения относятся также карты транскодирования и эхоподавления.

## Особенности
- Большинство телефонных плат расширения выполнено по модульному принципу, позволяющему наращивать возможности IP-PBX по мере необходимости.
- Ведущие производители обеспечивают высокий уровень масштабируемости своих решений.
- Транскодирующие платы предназначены для снятия нагрузки с вычислительных мощностей IP-PBX за счет аппаратной обработки и сжатия голоса в соответствии с алгоритмами того или иного кодека.

## Производители
- Dialogic
- Digium
- Sangoma
- Allvoip
- Openvox
- АГАТ-РТ
- MOTOROLA